# Old School
Old School (dt. alte Schule bzw. übertragen alte Lehrmeinung) definiert im Deutschen wie im Englischen in den unterschiedlichsten Bereichen eine grundsätzliche Abgrenzung zu einer moderneren Umsetzung; Old School bedeutet, dass etwas so wie früher ist oder gemacht wird. Der Begriff ist dabei in der Regel positiv konnotiert (im Sinne von gute oder bewährte alte Schule) und wird dann oft in einem Zusammenhang verwendet, in dem auch heute etwas noch genauso gut, sorgfältig oder professionell umgesetzt wird, wie es früheren (ggf. höheren) Standards entsprach. Beispiel: „Diese Geige ist noch ganz Old School aus Holz handgefertigt, statt billig aus Plastik gegossen.“

## Jargon
Vor allem durch seine Verwendung im Hip-Hop befördert, ist der Begriff Teil diverser Jargons (insbesondere der Jugendsprache) geworden und wird heutzutage auch in anderen Bereichen verwendet. Er bezeichnet beispielsweise Kulturgüter, aber auch profane Dinge, die in der aktuellen Zeit noch angebracht sind bzw. im modischen Trend liegen. Gelegentlich richtet sich der Begriff auch bewusst gegen den Zeitgeist und ist dann eher nostalgisch zu verstehen.
In Wettkampfsportarten wird der Begriff in seiner ursprünglichen Bedeutung verwendet, die eher aus veralteten Dogmen herrührt. Ziel ist es, durch die unerwartete Art und Weise, auf die ein Gegner nicht vorbereitet ist, einen Vorteil zu erlangen.
Weiterhin wird der Begriff, losgelöst von jeglichen Jargons, als normales Wort akzeptiert und benutzt und bezeichnet dann grundsätzlich etwas Unmodernes. Gelegentlich findet er auch in seiner deutschen Übersetzung als alte Schule Verwendung.

## Musik
Der Hip-Hop hat den Begriff aufgegriffen, bekannt gemacht und popularisiert. Insbesondere in den USA wollte sich eine neue Generation von Rappern von den Anfängen des Rap in den 1970er und frühen 1980er Jahren abgrenzen, und der Begriff wurde ursprünglich sogar eher negativ in dem Sinne verwendet, den „alten Stil“ zu dissen; das heißt, die ursprünglichen Rapper wurden damit im deutschen Sinne als „altbacken“ klassifiziert.
Gruppen wie unter anderem Kool DJ Herc, Grandmaster Flash, Afrika Bambaataa, Slick Rick, Kurtis Blow, Treacherous Three, Whodini, Cold Crush Brothers, Funky 4 + 1, Grandmaster Caz, Rock Steady Crew oder Grand Wizard Theodore in den USA der späten 1970er und frühen 1980er Jahre wurden dazu gezählt. Aber auch Interpreten wie Run DMC, Beastie Boys, Doug. E Fresh, N.W.A oder LL Cool J wurden wegen ihrer Aktivität in diesem Zeitraum der „old school“ zugeordnet, obwohl sie unter anderem durch ihre Flowtechnik und den Umstand, nicht mehr nur tanzbare Disco-Musik als Vorlage für ihre Stücke zu benutzen, eigentlich der „new school“ zuzurechnen sind und als deren allererste Vertreter zu gelten haben. 
In Deutschland fallen weitaus weniger Gruppen unter den Begriff old school, da die Anfänge des Hip-Hop in den 1980er Jahren in Europa weder Mainstream waren noch von einer größeren Bewegung getragen wurde. Bands wie Advanced Chemistry, Stieber Twins, LSD oder Cora E. werden häufig in diesem Zusammenhang genannt.
Auf den Musikstil bezogen neutralisierte sich der Begriff; demnach ist es auch old school, wenn sich etwas Aktuelles auf etwas Vergangenes bezieht; das heißt, wenn die Musik wieder an die Tradition anknüpft oder die Musik zu ihren Wurzeln zurückkehrt.
Nachdem sich der Begriff vom Hip-Hop aus verbreitet hat, wird er auch in anderen Musikrichtungen ohne spezielle Definition verwendet und spricht grundsätzlich von den Ursprüngen eines Stils oder einer Musikrichtung. 
Ebenso wie in der Hip-Hop Musik prägt der Begriff Old School auch das Genre des Heavy Metal. Hier wird mit dem Begriff Old School auf die Anfänge der Musik in den frühen 1980er Jahren hingewiesen. Der Begriff zieht sich durch sämtliche Untersparten wie Old School – Thrash Metal mit Bands wie z. B. Sodom, Destruction; Old School – Black Metal mit Bands wie z. B. Darkthrone, Mayhem; Old School – Heavy Metal mit Bands wie z. B. W.A.S.P., Iron Maiden; Old School – Death Metal mit Bands wie z. B. Morbid Angel, Obituary usw.
Schließlich findet sich der Begriff auch in der Technoszene. Old School Techno bezeichnet im engeren Sinne jene Produktionen, die von 1988 bis 1994 veröffentlicht wurden, wird jedoch meistens für Techno der 1980er und 1990er Jahre, manchmal auch der frühen 2000er Jahre gebraucht. Auch in den Subgenres House, Acid, Jungle und Drum ’n’ Bass kommt der Begriff zum Einsatz. Die Musik dieser Zeit zeichnet sich vor allem durch den Gebrauch von alten Klangerzeugern wie den frühen Akai-Samplern, analogen Synthesizern und Drumcomputern wie der Roland TR-909 aus.

## Tätowierungen
Tätowierer verwenden den Begriff Old School für einen Tattoo-Stil, Tattoo-Style oder auch eine von den Haupt-Stilrichtungen. Oldschool-Tätowierungen, teilweise auch Traditionals genannt, sind vornehmlich ehemalige Seefahrer-Tattoo-Motive, wie sie in den 1920er bis 1960er Jahren in Mode waren. Zu nennen wären Leuchtturm-Motive, Segelschiffe, Schwalben, Schlangen, Rosen, Banderolen mit und ohne Schriftzug, Pin-up-Girls, Seemannsgrab, Tiger- und Pantherkopf etc. Der Oldschool-Stil zeichnet sich durch minimalistisch einfache Strukturen, breite Outlines mit kräftigen Füllfarben in den Grundfarben aus.
Bekannte, deutsche Vertreter der Stilrichtung Old School waren u. a. Christian Warlich, Karl Finke und Herbert Hoffmann.